# Daniel Stålhammar
Daniel Stålhammar (født 10. oktober 1974) er en svensk fodbolddommer fra Landskrona. Han har dømt internationalt under det internationale fodboldforbund FIFA siden 2004, hvor han er indrangeret som kategori 2-dmmer, der er det tredjehøjeste niveau for internationale dommere.

## Kampe med danske hold
- Den 18. juli 2004: 3. runde i Intertoto Cuppen: FK Vėtra – Esbjerg fB 1-1